# John D. Rockefeller, Jr. Memorial Parkway
La John D. Rockefeller, Jr. Memorial Parkway est une route panoramique qui relie le Parc national du Grand Teton et le Parc national de Yellowstone au Wyoming, États-Unis. C'est un parc fédéral géré par le National Park Service. Son nom lui a été donné en mémoire de John Davison Rockefeller Junior, un conservateur philanthrope qui a contribué à la création et l'agrandissement de nombreux parcs nationaux tels que celui du Grand Teton, des îles Vierges, d'Acadia ou encore des Great Smoky Mountains.
Créé en 1972 sous l'autorité du Congrès des États-Unis, et d'une superficie de 97 km2, il borde des forêts nationales protégées et fait partie intégrante de l'écosystème du Grand Yellowstone. La forêt nationale de Caribou-Targhee borde le parc sur l'ouest et la forêt nationale de Bridger-Teton le limite à l'est.

## Description

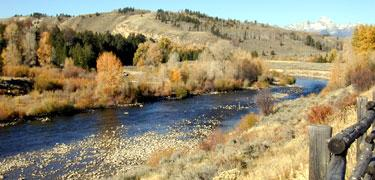
La rivière Snake au Wyoming.

Cette terre était au départ une forêt nationale et a été transférée au National Park Service par le Service national des forêts afin d'assurer une continuité des Parcs nationaux entre le Grand Teton et Yellowstone. La route en elle-même part de la sortie nord du Parc national du Grand Teton, traverse donc les terres du parc et débouche 43 km plus loin sur le bassin à geysers de West Thumb dans le Parc national de Yellowstone. Les 97 km2 du parc sont gérés par le Grand Teton.
Le parc est une zone de transition d'un point de vue géologique : on y retrouve au nord d'anciennes couches de lave et des roches granitiques de la chaîne du Teton au sud. La rivière Snake s'écoule à travers le parc en direction du sud, vers le Lac Jackson et est considérée comme une zone de pêche à la truite de premier choix. Comme dans le Grand Teton et Yellowstone, on peut y croiser grizzlis, ours noirs, élans, cerfs, mouflons canadiens et cerfs mulets. Le gigantesque incendie de 1988 qui a ravagé une partie de Yellowstone a également atteint les zones nord du parc, faisant disparaître 16 km2 de bois. Depuis 2005, la forêt a commencé à se régénérer et la faune sauvage a finalement augmenté grâce à un meilleur équilibre entre prairies et forêts. Une grosse opération de déplacement d'installations de la concession (une loge, une station d'essence, un magasin pour camping, quelques cabanes et un terrain de camping) situées le long de la rivière Snake vers un point plus élevé et moins visible depuis la route, s'est achevée en 2002. Le rafting est une activité populaire durant l'été et les circuits guidés en motoneige utilisent le parc comme point de départ de certaines excursions hivernales au Yellowstone.